# 細胞説
細胞説（さいぼうせつ）とは、あらゆる生物は細胞から成り立っているとする学説。さらに細胞が生物の構造および機能的な単位であり、生命を持つ最小単位であるとする現在の認識の基礎となった。ある意味で細胞説は近代的な生物学の始まりである。「すべての生物の構造的、機能的基本単位は細胞である」

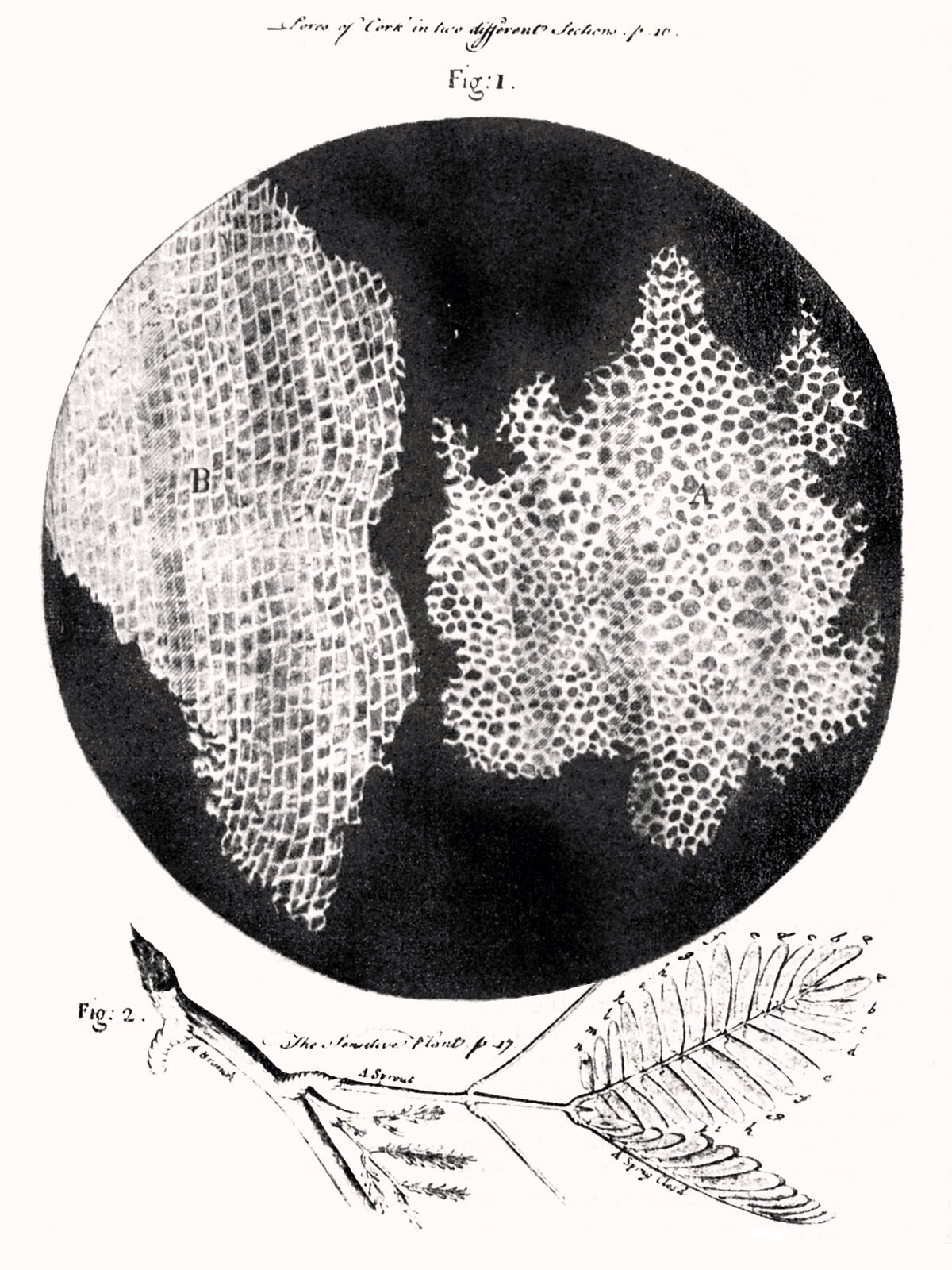
コルクの細胞を描いたロバート・フックのスケッチ

## 概説
細胞説とは、細胞が生物の構造および機能の上の単位であるとする説である。18世紀前半に成立したとされるが、当初のそれはさらに細胞がどのようにして形成されるかをも論じるものであった。その部分については誤りが多かったため、その後多くの部分が修正された。しかし細胞が生物の基本的な単位であるとの考えはむしろ強まったといってよく、現在もその点では変わりはない。現在的な意味での細胞説の考え方はほぼ1870年代頃に固まったとされる。
細胞は顕微鏡の発達によって発見された。多くの観察が重ねられる中で、様々な生物の体が細胞からできていることが確認され、また19世紀に組織や細胞のレベルの形態学が発展し、次第にすべての生物の体が細胞からできている、という考えが認められるようになった。
1838年にマティアス・ヤーコプ・シュライデンが植物について、1839年にテオドール・シュワンが動物についてこの説を提唱した。これをもって生物学における細胞説の成立と見なすのが普通である。ただし、シュライデンのそれが純粋に植物に関するものであったのに対して、シュワンのものは植物に加えて動物を含む形であったこと、シュライデンに先立って予報を出していたことから、こちらを細胞説の提唱者とすべきとの論がある。
彼らの説は生物の体の構成要素であり、機能の単位であることを認めたが、詳細では混乱が多かった。また細胞の起源についても彼らの考えは間違っていた。しかし次第に細胞を単位とする観察が積み重ねられ、細胞が生命現象を示す最小の単位であるとの概念が成立するに至った。1855年にルドルフ・ルートヴィヒ・カール・ウィルヒョーは「すべての細胞は細胞から生じる」と述べているのは、これに基づく言明であり、さらに生命の連続性を細胞の生命に求める考え方がはっきりしてきたことが窺える。

## 細胞説の考え方
細胞説とは、上記のように時代によってその内容も変貌し、またあまりにも基本的なので、その表現は多様である。たとえば生物学事典第3版では以下のように述べている。
- '細胞はすべての生物の構造および機能の単位であり、いわば生物体制の一次的要素である'

細胞が生物の構成の単位であるというのは、あらゆる生物の体が細胞を単位として形成されている、ということである。より具体的に言うと、生物の体は、細胞か、かつて細胞であったものか、細胞が分泌したものの積み重ねと組み合わせで作られている、ということである。植物の場合はほぼ細胞そのものと死んだ細胞の細胞壁でできている。動物の場合、細胞間に細胞が分泌した成分が多い。
これは、見方を変えると体の様々な性質の異なる部分も、同じ細胞というものでできている、ということである。実際には各部分で細胞の形は異なっているのだが、それらはすべて同じ細胞というものが姿を変えたものだとの判断である。その点では動物に見られるものと植物のそれととを同じく細胞と扱うのも同じ見方による。
機能においても、細胞が代謝、刺激への反応、成長といった生物に独特の性質を細胞が持つとする。生殖に関しては、最初の細胞説が問題であった部分であるが、その後に細胞分裂が細胞の増殖法として認められたことで、やはり細胞がその性質を持つとの認識に至った。
構造の面では、細胞内部の構造も問題になる。細胞説の成立の頃は、まだ顕微鏡も性能がよくなく、せいぜい核と核小体が広く知られるくらいであったが、これが様々な細胞に、また動物にも植物にも見られたことが、それらを同じ「細胞」なるものと見なす大きな根拠となった。この当時は、たとえば植物細胞と動物細胞では細胞膜の厚みが極端に異なること（植物の細胞壁が細胞膜と考えられていたため）などから難色を示す考えもあった。しかし、研究が進むにつれてむしろ共通性が確認されたことはあるが、異質性が強いことが重視されたことはない。研究に電子顕微鏡が使われるようになって、この点はさらに強まった。
これらのことは、外見では大きく異なる動物や植物の違いも、細胞のレベルまで下るとその差が大きくないことを意味する。これはまた、特定のモデル生物を使っての細胞以下のレベルでの研究が、より広い生物に適用できる一般性を持つことの裏付けでもある。
なお、実際には生物における細胞のあり方は様々である。また原核生物が発見されたことで細胞への見方は大きく変化した。そのような例は数少なくない。しかしそれらは細胞の概念をより一般化することを助けたとも言える。

## 前史
顕微鏡の発明と発展に伴って、生物から細胞が発見されたのは1665年、ロバート・フックによる。彼が最初に見たのはコルクの断面であり、そこに見えるのは細胞壁のみのいわば細胞の抜け殻であったが、彼は後に生きた植物組織も観察し、そこでは細胞内に液体が入っていることなどを見いだした。その後様々な生物学の分野で細胞が観察されるようになる。
細胞説へとつながる研究の流れの一つに病理学がある。病気をその体に起こる病変として研究する病理解剖学は、顕微鏡の使用によって組織レベルの観察を積み重ねた。フランスのビシャ(Marie François Xavier Bichat 1771-1802)は、組織を区分することを初めて提案し、その後続は組織をさらに詳細に研究対象とした。彼は顕微鏡を用いなかったが、ミュラー(Johannes Peter Müller 1801-1858)はこの分野で最初に顕微鏡を使い、多くの知見を蓄積した。
また、発生学の分野では、卵割が観察され、これは細胞の概念に影響を与えた。ただし発生学自体は細胞を見いだすことなく、むしろ細胞説の成立によって大きく進み始める。
さらに、19世紀初頭から植物の組織についての研究が行われ、ミルベル(Charles-François Brisseau de Mirbel、1776-1854)、ブラウン(Robert Broun 1773-1858)、モール(Hugo von Mohl 1805-1872)などが活発に研究を行った。
また、これに平行して細胞の内部、特に核の発見は重要である。最初の発見はイタリアのフォンタナ(Felice Fontana 1730-1805)で、ウナギの皮膚細胞から発見したが、その意味はわからなかった。その後チェコのヤン・エヴァンゲリスタ・プルキニェ(Johannes Evangelista Purkinje 1787-1869)が鶏卵で(1825)、ミルベルが植物細胞で発見(1831)、同年、さらにブラウンがランなどを観察してこれがすべての細胞に存在するものであると認め、これに『核』の名を与えた。核小体もこの頃には確認されている。このことは、細胞という構造の共通性を認識させる上で重要であった。
なお、顕微鏡はこの頃まで単式のものが使われ、その性能は十分なものでなかった。複式はあったものの球面収差と色収差がひどいものであり、これが改善されたのは1830年代である。実際にはそれが使われるのはさらに少し後であるらしい。

## 細胞説の成立へ
こうして次第に細胞という存在とそのあり方が注目されるようになる。特にプルキニュとその一派は細胞説にごく近づいていた。彼は動物の上皮組織と植物の柔組織の類似に注目し、また、動物の組織が液体・繊維と小球から成り立つと述べた。この小球が細胞である。ただし同時に細胞膜の厚さの違い（植物の細胞壁）などからそれらを同一と見なすことに難を感じていたようである。
そういった中から、上記(概説)のようにシュライデンとシュワンが細胞説の提唱者と呼ばれるようになった。シュライデンは彼の著書『植物発生論』で、シュワンは『動物および植物の構造と成長の一致に関する顕微鏡的研究』で、この考えを公表した。彼らは一年の差でこれを述べたと伝えられるが、彼らはそれぞれ独立にこれにたどり着いたわけではない。実はその寸前、1837年10月に二人は会食しており、ここで二人はこの問題について意見を交換している。この時、シュライデンは自身の観察した植物細胞の核の存在と、その役割について論じた。シュワンはこれを聞いて、自分が観察したカエル幼生の脊索の細胞で核を見たことを思い出し、二人はシュワンの研究室でこれを確認したという。したがって、彼らはそれぞれ植物と動物に関する細胞説を提唱したが、彼らはそれが動物と植物に共通する、言い換えると生物一般の特徴であることを認識していた。その点はシュライデンのそれの表題からも読み取れる。
シュライデンによると、細胞は植物の体の構成要素であるが、それだけではなく、核小体を含む核を（少なくとも若い間は）そなえ、成長し、それ自体が小さな生命体である。シュワンも、シュライデンの細胞観をほぼ踏襲している。ただし、細胞の起源については、二人とも現在とは異なる説明をしている。シュライデンは元の細胞の中で、核を中心として小体ができ、これが新しい細胞の元、細胞芽となるとしている。シュワンは、むしろ細胞間物質から細胞が作られるのだと述べている。いずれにせよ、この細胞の起源の説明は、彼らの細胞説の大きな部分であり、この点ではどちらも変ではある。
これに前後して、デュジャルダン(F. Dujardin)は原生動物の体内の粘性物質を生命の特質を表すものと見なし、これにsarcodeの名を与えた。またモールは同様の物質を植物細胞にも認め、これに原形質 protoplasmという名を与えた。これに対してドイツのシュルツェ(M. Schultze) はこの両者を同じものであるとして改めてこれを原形質と呼ぶことを提唱(1861)、ここから生命の単位である細胞は「原形質の塊」であるとの定義を与えた。この見方は電子顕微鏡などによって原形質が複雑な複数の構造を持つものであることが明らかになるまで広く浸透していた。
なお、細胞分裂はデュモルティエ(B. Ch. Dumortier 1797-1878)が藻類で最初に発見(1832)、モールは葉の細胞で観察している(1838)が、シュライデンもシュワンもこの現象を重視しなかったようである。

## 発展
上記のように、シュライデンとシュワンによる細胞説は、生物における細胞のあり方を認める点では画期的であったが、混乱も多かった。しかし、この頃に顕微鏡の改良が進んだこと、それに平行して固定や染色などの技術の進歩もあり、詳細な観察が可能となり、それらの疑問点も詳しく知られるようになった。それによって細胞説は次第に現在の見方へ近づいた。
特に細胞分裂や核分裂に関する研究が進んだことが大きい。たとえばネーゲリ(Carl Wilhelm von Naegeli 1817-1891)はユリの花粉の発生(1842)や藻類の細胞分裂を観察した。また、ケリカー(Rudolf Albert von Koelliker 1817-1905)はイカの卵割において核分裂を詳しく調べた。また組織学の分野でも細胞説に基づく詳細な研究やそれに基づくまとまった著書なども増え始めた。そういった中、ドイツの病理学者であったウィルヒョーは病理学を細胞説に基づいて見直し、細胞を中心とした組織の構造の研究へと病理学を方向付けた。そういった中から彼は細胞分裂こそが細胞の増殖の普遍的な方法であるとの確信を得た。上記の「すべての細胞は細胞から生じる」の語は、彼の論文「細胞病理学」に掲げられたものである。この少し後には染色体やそのふるまいなども観察されるようになり始めていた。現在の細胞説の概念がほぼ成立したのは、ほぼ1870年代とも言われる。

## 影響
細胞説は、生物のごく基本的な性質にふれているから、その影響はあらゆる分野にわたる。特に明確なのは発生学であり、細胞説の成立は、そのまま後成説の成立につながった。また卵や精子が単独の細胞であることがすぐに確認され、それまで種子や蛹が卵と同一視されていた混乱がようやく収拾した。当時認められ始めていた胚葉説も、当初は四葉とされていたものが、細胞を単位と認めた上での見直しで三葉と改められた。

## 細胞説の問題
ただし、細胞説は、同時に一つの問題を提出する。細胞が生きているのだとすると、それから構成されている我々個々の命はあるのか、という問題である。元来は生命を持つものを生物といい、その働きを研究する中で細胞が発見されたわけであるが、細胞が生命を持っているのだとすると、我々が生きているのは、それを構成する細胞が生きているからだ、ということになり、問題は逆転してしまう。実際、このような観点から反対を表明した生物学者も存在し、たとえばドバリは、生物体を構成する原形質を第一に考え、細胞はそれが各部分で分化しているにすぎない、と主張した。しかし細胞説そのものは現在も正しいと認められている。
生物学的にはそれでよい、との見方もある。また細胞の生命と個体の生命を分けて考えることも可能である。しかし、脳死の問題などを見ると、まだ解決していないと言ってもいいだろう。
また、細胞説はあらゆる生物は細胞からなるという学説であるが、ウイルスは細胞の構造を有しない。このため、ウイルスは細胞説を根拠に、無生物に分類されることがある。